# NGC 782
NGC 782 је спирална галаксија у сазвежђу Еридан која се налази на NGC листи објеката дубоког неба.
Деклинација објекта је - 57° 47' 27" а ректасцензија 1h 57m 40,1s. Привидна величина (магнитуда) објекта NGC 782 износи 11,7 а фотографска магнитуда 12,5. NGC 782 је још познат и под ознакама ESO 114-15, AM 0155-580, IRAS 01559-5801, PGC 7379.